# 콜루멜리아과
콜루멜리아과(Columelliaceae)는 남아메리카의 안데스 지역이 원산지인 나무와 관목의 과이다.
APG II 분류 체계에서는 꿀풀목으로 분류하였지만, 2008년의 한 연구에서는 브루니아과의 자매군임을 암시하였으며, 속씨식물 계통발생론 웹사이트는 이 2개 과를 통합하여 브루니아목으로 분류할 것을 제안하고 있다.